# Oliver Domke
Oliver Domke (* 22. März 1976 in Rüsselsheim) ist ein ehemaliger deutscher Hockeyspieler. Er war 2002 Weltmeister und 1995 Europameister im Freien, 2003 war er Weltmeister in der Halle.

## Sportliche Karriere
Domke war mit der deutschen Mannschaft 1993 Juniorenweltmeister. Seine erste internationale Medaille im Erwachsenenbereich gewann der Mittelstürmer bei der Europameisterschaft 1995 in Dublin. Nachdem die deutsche Mannschaft trotz einer Niederlage gegen England ihre Vorrundengruppe gewonnen hatte, traf sie im Finale auf die niederländische Mannschaft. Nach der Verlängerung stand es 2:2 und die Deutschen gewannen das Siebenmeterschießen mit 9:8. 1996 trat Domke mit der deutschen Mannschaft bei den Olympischen Spielen 1996 in Atlanta an. Die deutsche Mannschaft belegte in der Vorrunde den zweiten Platz hinter den Spaniern. Nach einer 1:3-Niederlage im Halbfinale gegen die Niederländer unterlag die deutsche Mannschaft im Spiel um die Bronzemedaille den Australiern mit 2:3. Domke erzielte sein einziges Tor des Turniers zur zwischenzeitlichen 2:1-Führung im Spiel um Bronze.
Bei der Weltmeisterschaft 1998 in Utrecht gewann die deutsche Mannschaft ihre Vorrundengruppe vor den Niederländern. Im Halbfinale verloren die Deutschen mit 0:3 gegen die Spanier. Im Spiel um Bronze trafen die Deutschen wie 1996 auf die australische Mannschaft und gewannen mit 1:0 durch eine von Björn Michel verwandelte Strafecke. Oliver Domke wurde als bester Spieler des Turniers ausgezeichnet. Zwei Jahre später bei den Olympischen Spielen 2000 in Sydney belegten die Deutschen in der Vorrunde bei Punktgleichheit mit den Niederländern nur den dritten Platz in der Vorrunde. In der Platzierungsrunde erspielte sich die Mannschaft mit zwei deutlichen Siegen den fünften Rang. Domke erzielte im Turnierverlauf drei Treffer und war zusammen mit Christoph Bechmann zweitbester Torschütze der deutschen Mannschaft hinter Björn Michel.
Bei der Weltmeisterschaft 2002 in Kuala Lumpur gewann die deutsche Mannschaft ihre Vorrundengruppe vor den Niederländern. Im Halbfinale bezwang sie die südkoreanische Mannschaft mit 3:2. Im Finale siegten die Deutschen mit 2:1 über die Australier, wobei Domke das entscheidende Tor erzielte. Im Januar 2003 siegte Domke mit der deutschen Mannschaft bei der Hallenhockey-Europameisterschaft. Im Februar siegte die deutsche Mannschaft bei der ersten Hallenhockey-Weltmeisterschaft in Leipzig, wobei Olivers Bruder Christian Domke im Finale gegen Polen nach drei Minuten der erste Treffer gelang, Oliver erzielte die beiden letzten Treffer zum 7:1-Endstand. Danach begann Domke seine Laufbahn bei der Polizei und stand für längere Turniere nicht mehr zur Verfügung.
Nach 215 Länderspielen, davon 17 in der Halle, in denen er 131 Tore erzielt hatte, beendete Oliver Domke aber erst 2006 seine Karriere in der Nationalmannschaft.
Oliver Domke spielte während seiner gesamten sportlichen Laufbahn, die erst 2010 endete, für den Rüsselsheimer Ruder-Klub 08. 2008 wurde Rüsselsheim Deutscher Meister im Hallenhockey, 2009 gewann die Mannschaft mit den Brüdern Domke vor heimischem Publikum den Hallen-Europapokal.